# زين الدين بن علي الجبعي العاملي
الشيخ زين الدين بن علي بن أحمد الجبعي العاملي المعروف بالشهيد الثاني (911 هـ - 965 هـ = 1505 - 1559 م)؛ عالم إمامي.

## اسمه ونسبه
هو زين الدين بن نور الدين علي بن أحمد بن جمال الدين بن تقي الدين بن مشرف العاملي، المعروف بالشهيد الثاني.

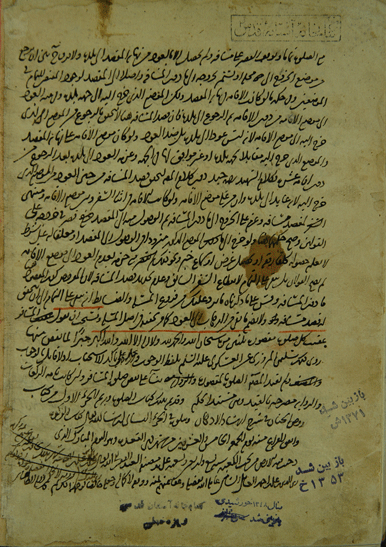
خط منسوب للشهيد الثاني من القرن 11 هجري، کتاب روض الجنان فی شرح ارشاد الاذهان

## ولادته
ولد الشهيد في يوم الثلاثاء الثالث عشر من شهر شوّال سنة إحدى عشرة وتسعمائة (911) من الهجرة وقد ختم القرآن وهو في السنة التاسعة من العُمر.

## نشأته
كان قد اجتمع لديه عاملان مهمَّان، نهضا به إلى تسلق سنام المجد وهما:
- الأوّل: الجو العلمي الذي تأثّر به فبلور ذهنيته ، ونمى فيه مواهب الفقاهة والمعرفة .
- الثاني: الحالة الروحية التي كان يتمتّع بها الشهيد الثاني منذ صباه ، فقد بكر بختم القرآن ، والتوجّه العبادي.

إلى جانب هذين العاملين كانت الهجرة من وطنه طلباً للعلم سبباً آخر في ارتقائه مدارج المعرفة، فسافر إلى قرية ميس، وهي إحدى قرى جبل عامل في جنوب لبنان، ولم يكن تجاوز سنَّ المراهقة، فأكمل دراسته المعمّقة مشفوعةً بالبحث الجاد، والمراجعة المركزة، فقطع مراحل عديدة في مدّة قصيرة، وهو في شوق إلى العلم، وحُسن استماع لحديث الأكابر، وكان شجاعاً في ساحات الحوار والمباحثة، يُفيد ويستفيد.

## أسرته
نشأ في أُسرة علمية، إذ إنّ ستّة من آبائه وأجداده كانوا من العلماء، كذلك فإن أولاده وأحفاده وأسباطه كانوا من أهل العلم وقد برز منهم:
1. الشيخ صالح بن مشرف العاملي الجبعي[3] (أو صالح بن شرف): كان من تلامذة العلامة الحلي وهو من أجداد الشهيد الثاني.
2. الشيخ تقي الدين بن صالح بن شرف العاملي الجبعي: من أجداد الشهيد الثاني.[4]
3. الشيخ نور الدين علي بن أحمد بن محمد الجبعي العاملي، المعروف بابن الحجة: والد الشهيد الثاني، [5]، من تلامذة والده الشيخ نجم الدين بن أحمد التراكيشي العاملي المشغري كان حيا عام 924 هجرية.
4. أخوه زين الدين أحمد بن علي بن أحمد بن محمد بن علي بن جمال الدين بن تقي الدين بن صالح بن شرف العاملي: يروي عنه والد صاحب المدارك والظاهر أنه أخو الشهيد الثاني.[6]
5. ابنه الشيخ حسن صاحب المعالم
6. حفيده الشيخ محمد ابن الشيخ حسن صاحب المعالم
7. ابن حفيده الشيخ علي بن محمد بن حسن بن زين الدين العاملي.[7]
8. ابن حفيده الآخر الشيخ زين الدين بن محمد بن الحسن بن الشهيد الثاني: ولد عام 1009 هجرية واختُلف في تاريخ وفاته بين الأعوام 1062 أو 1064 أو 1074 هجرية. درس على والده الشيخ محمد حسن صاحب المعالم وعلى الشيخ البهائي، وجاور بمكة فترة ومات فيها ودفن هناك، وهو من أساتذة الحر العاملي[8]
9. سبطه السيد محمد صاحب المدارك
10. ابن سبطه السيد حسين بن محمد بن علي بن الحسين بن أبي الحسن الموسوي العاملي الجبعي: درس على والده وعلى الشيخ البهائي، سافر إلى إيران (أصفهان) وأصبح شيخ الإسلام فيها (أقضى القضاة) وكان يدرّس في الحضرة الرضوية في مدينة مشهد، توفي في العام 1069 هجرية.[9]

## رحلاته
قضى قرابة ثلاثين عاماً من عمره في أسفار ورحلات، فمنها العلمية، حيث درس خلالها على أفضل العلماء، ودرَّس جمعاً غفيراً، ومنها العبادية، تشرَّف فيها بالحج والعمرة، وزيارة بيت المقدس، وزيارة العتبات المقدّسة في مدينة النجف الأشرف، ومدينة كربلاء والكاظمية وسامراء بالعراق .
كانت سفراته العلمية إلى ميس، وكرك نوح، وجُبَع، ودمشق، ومصر، والحجاز، وبيت المقدس، والروم، وحلب، وأسكدار، وبعلبك، وغيرها، حتّى لم يُبقِ السفر من عمره إلاّ عشر سنوات قضاها مقيماً في بلاده.

## من أقوال العلماء فيه
1. قال الشيخ محمّد ابن العودي العاملي : ( حاز من خصال الكمال ومآثرها ، وتردّى من أصنافها بأنواع مفاخرها، كانت له نفس علية تزهي بها الجوانح والضلوع ، وسجية سنية يفوح منها الفضل ويضوع ، كان شيخ الأُمّة وفتاها، ومبدأ الفضائل ومنتهاها ... ) .
2. قال الشيخ محمد بن الحسن الحر العاملي في أمل الآمل : ( أمره في الفقه والعلم والفضل ، والزهد والعبادة والورع، والتحقيق والتبحّر وجلالة القدر ، وعظم الشأن ، وجمع الفضائل والكمالات أشهر من أن يُذكر، ومحاسنه وأوصافه الحميدة أكثر من أن تحصى وتحصر ، ومصنّفاته مشهورة ... وكان فقيهاً مجتهداً ، ونحوياً حكيماً، متكلّماً قارئاً ، جامعاً لفنون العلوم ، وهو أول مَن صنَّف من الإمامية في دراية الحديث ) .
3. قال الشيخ يوسف البحراني في لؤلؤة البحرين: ( وكان هذا الشيخ من أعيان هذه الطائفة ورؤسائها، وأعاظم فضلائها وثقاتها، عالم عامل، محقّق مدقّق، زاهد مجاهد، محاسنه أكثر من أن تحصى، وفضائله أزيد من أن تستقصى).

## من أساتذته
بعد ختمه للقرآن اشتغل بقراءة الفنون العربية والفقه على يد والده إلى أن توفي والده في شهر رجب سنة (925 من الهجرة) وكان من جملة ما قرأه على والده كتاب (المختصر النافع) و(اللمعة الدمشقية).
ومن جملة مشايخه في الدرس والرواية نذكر:
1. الشيخ علي بن الحسين الكركي العاملي، المعروف بالمحقق الثاني .
2. السيّد حسن بن السيّد جعفر الكركي. وهو ابن خالة المحقق الكركي.
3. الشيخ علي بن عبد العالي الميسي .
4. أبوه ، الشيخ نور الدين علي بن أحمد بن محمد الجبعي العاملي، المعروف بابن الحجة، يروي عن المحقق الميسي.[10]
5. السيد بدر الدين الحسيني العاملي الكركي.
6. الشيخ شمس الدين محمد بن مكي الشامي: من أساتذة الشهيد الثاني، توفي عام 938 هجرية، له مؤلفات منها الموجز النفيسي وغاية القصد في معرفة الفصد. والبعض ينسبه إلى جبل عامل فيزيد على اسمه العاملي.[11]
7. الشيخ جمال الدين أحمد بن محمد بن خاتون العاملي العيناتي: من مشايخ الإجازة للشهيد الثاني.[12]
8. الشيخ أبو الحسن البكري من علماء مصر وكثيراً ما كان الشهيد الثاني يثني عليه.

## من تلامذته
1. الشيخ أحمد بن نعمة الله علي بن جمال الدين أحمد بن شمس الدين محمد بن خاتون العيناتي العاملي(1506-1558): من تلامذة الشهيد الثاني ويروي عنه، له كتاب مقتل الحسين، وهو من عمدة مشايخ الشيخ عبد التستري الذي أجازه لدى مروره بعيناتا أثناء عودته من الحج. عاصر الشيخ حسن صاحب المعالم وجرت بينهما أبحاث ومراسلات انتهت بالمباعدة، جدد في العام 988 هـ بناء مسجد عيناتا.[13]
2. الشيخ حسين بن شرف العيناتي من تلامذة الشهيد الثاني.
3. الشيخ حسين بن عبد الصمد الحارثي ، والد الشيخ البهائي .
4. أخوه، الشيخ عبد النبي الجبعي العاملي: يروي عن أخيه الشهيد الثاني وعن المحقق الميسي.[14]
5. السيّد علي بن الحسين بن أبي الحسن الموسوي العاملي: تلميذه وصهره.[15]
6. الشيخ محمّد بن علي بن الحسن العودي الجزيني العاملي (المعروف بابن العودي الجزيني):[16] من تلامذة الشهيد الثاني ومؤلف كتاب (بغية المريد في أحوال الشيخ زين الدين الشهيد).[17]
7. السيّد علي بن الحسين الصائغ الحسيني العاملي: المتوفي في العام 980 هجرية، له عدد من المصنفات منها (شرح كتب الإرشاد) و ( شرح الشرائع) درس على الشهيد الثاني، وهو من أساتذة الشيخ حسن صاحب المعالم والسيد محمد صاحب المدارك، دفن في قرية (صدّيق).[18]
8. الشيخ علي بن زهرة العاملي[19]، من تلامذة الشهيد الثاني وابن عم الشيخ حسين بن عبد الصمد.[20]
9. السيد علي بن سيد فخر الدين الهاشمي العاملي[21]
10. السيد نور الدين بن فخر الدين بن عبد الحميد العاملي الكركي: من الفضلاء درس على الشهيد الثاني.[22]
11. السيد محمد بن ناصر الدين العاملي الكركي: صالح فاضل كان حسن الخط.[23]
12. الشيخ محيي الدين (بن) أحمد بن تاج الدين العاملي الميسي.[24](أو محي الدين أحمد بن تاج الدين كما في تكملة أمل الآمل[25]) يروي عن الشهيد الثاني وعن الشيخ زين الدين الفقعاني والشيخ شهاب الدين أحمد بن خاتون العاملي العيناتي. كما يروي عنه الشيخ محمود بن محمد اللاهجاني (أو الكيلاني)
13. الشيخ مكي الجبيلي.[26]
14. الشيخ محمد بن الحسين الحر العاملي، (جد والد الحر العاملي): درس على الشهيد الثاني، وأجازه وتزوج الشهيد الثاني بابنته.[27]
15. الشيخ نورالدين أبو القاسم علي بن عبد الصمد: عم الشيخ البهائي[28]، من أجلّة تلامذة الشهيد الثاني ويروي عنه. له كتاب (نظم ألفية الشهيد).

## من مؤلفاته
يذهب البعض إلى أن الشهيد الثاني كان أول من صنّف في الدراية عند الشيعة، وأول من كتب الشرح المزجي في الفقه الشيعي أيضًا، وتمتاز مؤلفات الشهيد الثاني بدقّة النظر وعمق المعنى وجزالة التعبير وحسن الأسلوب وقد وُفّق لكتابة جملة من الكتب التي ما زال بعض منها معتمد في التدريس في الحواضر العلمية عند الشيعة واليك جملة منها:
1. غُنية القاصدين في معرفة اصطلاحات المحدِّثين .
2. جواهر الكلمات في صيغ القعود والإيقاعات .
3. التنبيهات العَلية على وظائف الصلاة القلبية .
4. نتائج الأفكار في حكم المقيمين في الأسفار .
5. الروضة البهية في شرح اللمعة الدمشقية: واللمعة الدمشقية هو كتاب للشهيد الأول محمد بن مكي العاملي، وهذا الشرح هو شرح مزجي
6. مسالك الأفهام في شرح شرائع الإسلام: والشرائع كتاب فقهي للمحقق الحلي.
7. روض الجنان في شرح إرشاد الأذهان: وكتاب الإرشاد هو للعلامة الحلي، وهذا الشرح شرح مزجّي ولكن لم يكمّل فقد شرح فيه الطهارة والصلاة وهو أوّل ما ألفّه.
8. منار القاصدين في معرفة معالم الدين .
9. مُنية (بغية) المريد في آداب المفيد والمستفيد: وهو كتابٌ أخلاقي، يحتوي على ما ينبغي أن يتحلّى به طلاب العلوم الدينية والعلماء والقضاة.
10. مسكن الفؤاد عند فقد الأحبّة والأولاد .
11. تمهيد القواعد الأُصولية والعربية .
12. كشف الريبة عن أحكام الغِيبة .
13. الفوائد الملية في شرح النفلية .
14. البداية في سبيل الهداية .
15. كتاب الرجال والنسب .
16. الاقتصاد والإرشاد .
17. جوابات المسائل .
18. حاشية الإرشاد .
19. حقائق الإيمان .
20. الدراية .

## مقتله
بالرغم من الروح الإنسانية والأخلاقية التي تحلَّى بها الشهيد الثاني مع المسلمين المخالفين له في الرأي، إلاّ أنَّه لم يسلم من الضغط الشديد، والمراقبة الخانقة، وإحاطة العيون والجواسيس بمنزله، حتّى اضطرَّه ذلك إلى ترك مدينة بعلبك عام 955 هـ، والرجوع إلى بلدته جباع، ولم يَنتهِ الحقد الدفين في قلوب أعدائه، فاغتاله أحد أزلام ملك الروم بوشايةٍ من قاضي مدينة صيدا، وذلك في الخامس عشر من شهر رمضان 965 هـ.
جاء في كتاب (الرحلة المدنيّة والروميّة) للشيخ قطب الدين النَهروالي (917 – 990 للهجرة)، الذي لم يمنعه اختلافُه في المذهب عن الشهيد من الثناء على علمه وفضيلته التامّة.
(في ثاني شعبان أمر الوزير الأعظم بقتل الشيخ زين الدين الجبل عامري [عاملي]، فأُتي به إلى الديوان ولم يُسأل عن شيء، وأُمر به إلى الإسقالة [منصّة خشبيّة] فقُطع رأسه هناك، وفلجوا أخمص رجليه بالسيف، وكان يتشهّد عند قطع رأسه.

## وصلات خارجية
- بغية المريد في أحوال الشيخ الشهيد زين الدين الجبعي العاملي
- الشهيد الثاني زين الدين الجبعي العاملي - علي صادقي غلامي